# Tragelaphus
A Tragelaphus az emlősök (Mammalia) osztályának párosujjú patások (Artiodactyla) rendjébe, ezen belül a tülkösszarvúak (Bovidae) családjába és a tulokformák (Bovinae) alcsaládjába tartozó nem.

## Tudnivalók
Az idetartozó állatok közepes és nagy méretű antilopok, melyeken belül nagy mértékű a nemi kétalakúság. A bikáknak nagy csavarodott szarvaik vannak. A legközelebbi rokonaik a Taurotragus-fajok; ezeket korábban ebbe a nembe sorolták; de még manapság is egyes biológusok ide helyeznék.
Ezt a taxonnevet 1816-ban, Henri Marie Ducrotay de Blainville francia zoológus alkotta meg; először a „Bulletin des Sciences, par la Société Philomatique” című művében jelentette meg. A Tragelaphus összetett szó és a görög nyelvből származik: tragos = „bakkecske” és elaphos = „szarvas”.
Egy a 2006-os évben végzett kutatás szerint, a Tragelaphus és a Taurotragus-fajok ősei körülbelül a késő miocén vége felé válhattak szét.

## Rendszerezés
A nembe az alábbi 8 élő faj és 10 fosszilis faj tartozik:
- †Tragelaphus algericus Geraads, 1981
- nyala (Tragelaphus angasii) (Angas, 1849)
- hegyi nyala (Tragelaphus buxtoni) (Lydekker, 1910)
- bongó (Tragelaphus eurycerus) (Ogilby, 1837)
- †Tragelaphus gaudryi Thomas, 1884
- kis kudu (Tragelaphus imberbis) (Blyth, 1869)
- †Tragelaphus kyaloae Harris, 1991
- †Tragelaphus lockwoodi Reed & Bibi, 2011
- †Tragelaphus moroitu Haile-Selassie et al., 2009 - késő miocén-kora pliocén; Északkelet-Afrika; az emlősnem legősibb ismert faja[5]
- †Tragelaphus nakuae Arambourg, 1941[6]
- †Tragelaphus nkondoensis Geraads & Thomas, 1994
- †Tragelaphus pricei Wells & Cooke, 1956
- †Tragelaphus rastafari Bibi, 2011
- †Tragelaphus saraitu Geraads et al., 2009
- közönséges bozótiantilop (Tragelaphus scriptus) (Pallas, 1766) - korábban azonosnak tartották a Delamere-bozótiantiloppal
- szitutunga (Tragelaphus spekii) (Speke, 1863)
- nagy kudu (Tragelaphus strepsiceros) (Pallas, 1766)
- Delamere-bozótiantilop (Tragelaphus sylvaticus) (Sparrman, 1780) - korábban azonosnak tartották a közönséges bozóti antiloppal

### Fordítás
- Ez a szócikk részben vagy egészben  a   Tragelaphus című angol Wikipédia-szócikk ezen változatának fordításán alapul.  Az eredeti cikk szerkesztőit annak laptörténete sorolja fel. Ez a jelzés csupán a megfogalmazás eredetét és a szerzői jogokat jelzi, nem szolgál a cikkben szereplő információk forrásmegjelöléseként.
- Ez a szócikk részben vagy egészben  a   Tragelaphini#The_fossil_record című angol Wikipédia-szócikk ezen változatának fordításán alapul.  Az eredeti cikk szerkesztőit annak laptörténete sorolja fel. Ez a jelzés csupán a megfogalmazás eredetét és a szerzői jogokat jelzi, nem szolgál a cikkben szereplő információk forrásmegjelöléseként.